# Czernina Dolna
Czernina Dolna – wieś w Polsce położona w województwie dolnośląskim, w powiecie górowskim, w gminie Góra.

## Podział administracyjny
W latach 1975–1998 miejscowość administracyjnie należała do województwa leszczyńskiego.

## Zabytki
Do wojewódzkiego rejestru zabytków wpisane są obiekty:
- zespół pałacowy i folwarczny:
  - pałac z 1895 roku
  - park z około 1900 roku
  - folwark z przełomu XIX/XX wieku
    - dwa budynki mieszkalne
    - budynek mieszkalno-gospodarczy
    - obora
    - stodoła
    - kuźnia
    - spichlerz z około 1800 roku
    - dwa budynki gospodarcze